# Euphyes berryi
Euphyes berryi е вид насекомо от семейство Hesperiidae. Видът е застрашен от изчезване.